# Fort Worth
Fort Worth è un comune (city) degli Stati Uniti d'America che si trova tra le contee di Denton, Parker, Tarrant (della quale è capoluogo), e Wise, nello Stato del Texas. La popolazione era di 995 653 persone secondo i dati del 2017, il che la rende la  terza città più popolosa dello stato e la tredicesima città più popolosa della nazione. Si tratta della seconda città più grande della Dallas-Fort Worth Metroplex.

## Geografia fisica
Secondo lo United States Census Bureau, ha un'area totale di 774 km², costituiti da 757,7 km² di terra ferma e da 16,4 km² (2,12%) di acqua. Fa parte della regione di Cross Timbers.

### Clima
Fort Worth si trova nel nord del Texas e ha un clima subtropicale umido. Il mese più caldo dell'anno è luglio, quando la temperatura massima media è di 35,0 °C, quella minima media è di 22,2 °C, e quella media di 28,9 °C. Il mese più freddo è invece gennaio, quando la temperatura massima media è di 12,8 °C, mentre quella minima media di -0,6 °C. La temperatura media di gennaio è di 6 °C. La temperatura più alta mai registrata è stata di 45,0 °C, il 26 e 27 giugno 1980.
| FORT WORTH          | Mesi | Mesi | Mesi | Mesi | Mesi  | Mesi | Mesi | Mesi | Mesi | Mesi  | Mesi  | Mesi  | Stagioni | Stagioni | Stagioni | Stagioni | Anno  |
| FORT WORTH          | Gen  | Feb  | Mar  | Apr  | Mag   | Giu  | Lug  | Ago  | Set  | Ott   | Nov   | Dic   | Inv      | Pri      | Est      | Aut      | Anno  |
| ------------------- | ---- | ---- | ---- | ---- | ----- | ---- | ---- | ---- | ---- | ----- | ----- | ----- | -------- | -------- | -------- | -------- | ----- |
| T. max. media (°C)  | 12,3 | 15,6 | 20,2 | 24,4 | 28,4  | 32,8 | 35,2 | 34,9 | 30,9 | 25,5  | 18,4  | 13,6  | 13,8     | 24,3     | 34,3     | 24,9     | 24,3  |
| T. min. media (°C)  | 1,1  | 3,7  | 8,0  | 12,2 | 17,2  | 21,5 | 23,7 | 15,0 | −1,0 | −4,0  | −19,0 | −21,0 | −5,4     | 12,5     | 20,1     | −8,0     | 4,8   |
| Precipitazioni (mm) | 48   | 60,2 | 77,7 | 81,3 | 130,8 | 82,0 | 53,8 | 51,6 | 61,5 | 104,4 | 65,3  | 65,3  | 173,5    | 289,8    | 187,4    | 231,2    | 881,9 |

## Storia
Nel gennaio 1849 il generale William Jenkins Worth, veterano della guerra messico-statunitense, aveva proposto la costruzione di dieci forti lungo il confine occidentale del Texas. Dopo la morte di Worth, avvenuta il 7 maggio 1849, il generale William Selby Harney (1800-1889) assunse il comando del Dipartimento del Texas e ordinò al maggiore Ripley A. Arnold (1817-1853) di trovare un posto per costruire un nuovo forte vicino al braccio occidentale del fiume Trinity.
Il 6 giugno 1849 Arnold creò un accampamento sulle rive del fiume Trinity chiamandolo Camp Worth in onore del generale Worth. Il Dipartimento della Guerra degli Stati Uniti, il 14 novembre 1849, nominò ufficialmente il forte come Fort Worth.
Anni dopo la città sarebbe diventata un importante centro della industria del bestiame, guadagnandosi il soprannome di "Cowtown". Nel 1876 l'arrivo della ferrovia a Fort Worth ha portato un boom nel settore industriale e del commercio all'ingrosso segnando una importante crescita della città. Lo sviluppo del settore è stato promosso nel 1920, grazie alla scoperta del petrolio nelle vicinanze.

## Società

### Evoluzione demografica
Abitanti censiti (in migliaia)

Secondo il censimento del 2017, c'erano 874,168 persone.

### Etnie e minoranze straniere
Secondo il censimento del 2010, la composizione etnica della città era formata dal 61,1% di bianchi, il 18,91% di afroamericani, lo 0,64% di nativi americani, il 3,73% di asiatici, lo 0,1% di oceaniani, il 12,43% di altre etnie, e il 3,1% di due o più etnie. Ispanici o latinos di qualunque razza erano il 34,06% della popolazione.

## Cultura

### Istruzione

#### Biblioteche
La Fort Worth Library gestisce il sistema bibliotecario della città.

### Media
La rivista della città è Fort Worth, Texas Magazine, che pubblica informazioni sugli eventi della zona, attività sociali, moda, ristorazione e cultura. Il settimanale Fort Worth Weekly, che serve l'agglomerato urbano di Dallas-Fort Worth Metroplex, ha una tiratura di 47 000 copie (dati 2015).

### Musica
A Fort Worth ogni quattro anni si tiene uno dei più importanti concorsi pianistici a livello mondiale, il Concorso pianistico internazionale Van Cliburn.

## Economia
Nel 2013 la zona di Fort Worth-Arlington è stata inserita al quindicesimo posto nella lista Best Places for Business and Careers, di Forbes.

## Infrastrutture e trasporti
La città è dotata di una linea ferroviaria suburbana denominata TEXRail ed è collegata alla vicina Dallas dal servizio ferroviario suburbano Trinity Railway Express. Uno studio del 2011 di Walk Score ha inserito Fort Worth al 47º posto nella classifica delle 50 città americane più grandi per la pedonabilità. Nel 2010 Fort Worth ha vinto una sovvenzione federale di circolazione urbana da 25 milioni di dollari per la costruzione di un sistema tramviario. Nel dicembre 2010, tuttavia, il consiglio comunale ha rifiutato la sovvenzione.

### Aeroporti
La città è servita dall'Aeroporto Internazionale di Dallas-Fort Worth e dall'Aeroporto di Dallas-Love.

## Amministrazione
Il Texas Department of Transportation gestisce il Fort Worth District Office.

### Gemellaggi
- Reggio Emilia, dal 1985
- Nagaoka, dal 1987
- Treviri, dal 1987
- Bandung, dal 1990
- Budapest, dal 1990
- Toluca, dal 1998
- Mbabane, dal 2004
- Guiyang, dal 2010